# Fernão de Sá
Fernão de Sá foi um militar português filho do terceiro governador geral do Brasil Mem de Sá e primo de Estácio de Sá, primeiro governador-geral da Capitania do Rio de Janeiro, no período colonial.

## Batalha do Cricaré
Ele morreu na Guerra dos Aimorés, ocorrida no atual Município de São Mateus, no norte do Espírito Santo. Fernão de Sá saiu da Bahia comandando uma expedição de vários barcos com o objetivo de dominar os indígenas do Cricaré. A sua morte é um dos muitos exemplos de como os indígenas brasileiros, em especial os indígenas que habitavam a capitania do Espírito Santo, defenderam suas terras e seus modos de vida do colonizador português.